# In hoc signo vinces

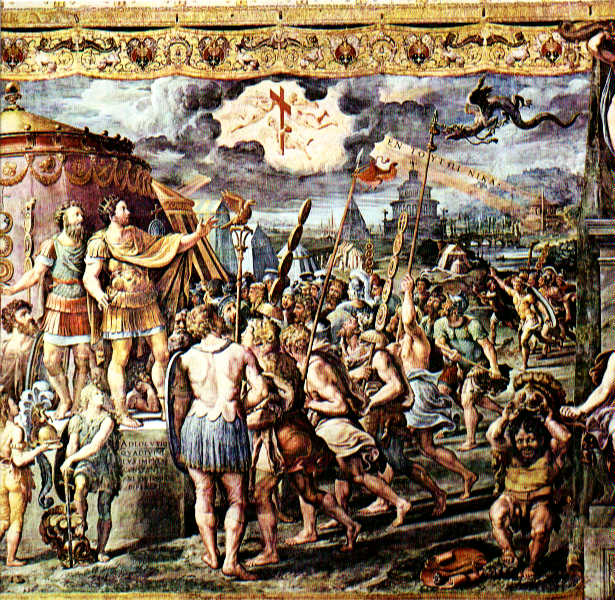
Tabloul Visione della croce realizat de asistenții lui Rafael, ilustrând viziunea crucii și textul în grecește Ἐν τούτῳ νίκα pe cer, înainte de bătălia de la Podul Milvius.

In hoc signo vinces este traducerea în limba latină a expresiei grecești "ἐν τούτῳ νίκα" (en toutōi nika), care are sensul Sub acest semn vei învinge.

## Istoria
Potrivit tradiției, Constantin I a adoptat această frază din greacă, "εν τούτῳ νίκα", ca motto după viziunea sa cu Monograma lui Iisus Hristos pe cer înainte de bătălia de la Podul Milvius împotriva lui Maxentius, la data de 12 octombrie 312.
Legenda viziunii "In hoc signo vinces" a fost pusă în circulație de Lactanțiu (în anul 317) și Eusebiu de Cezareea (în jurul anului 325).
De-a lungul anilor a fost folosit, e asemenea, ca motto de multe instituții militare, școli, organizații etc.

## „In hoc signo vinces“ în artă
La cererea bisericii sau din proprie inițiativă, mai mulți artiști au realizat picturi cu această temă legendară (Giacinto Gimignani, Gianfrancesco Penni, Giulio Romano, Grazio Cossali, Piero della Francesca, Pieter Lastman, Rafael, Rubens ș.a.)

## Galerie de imagini

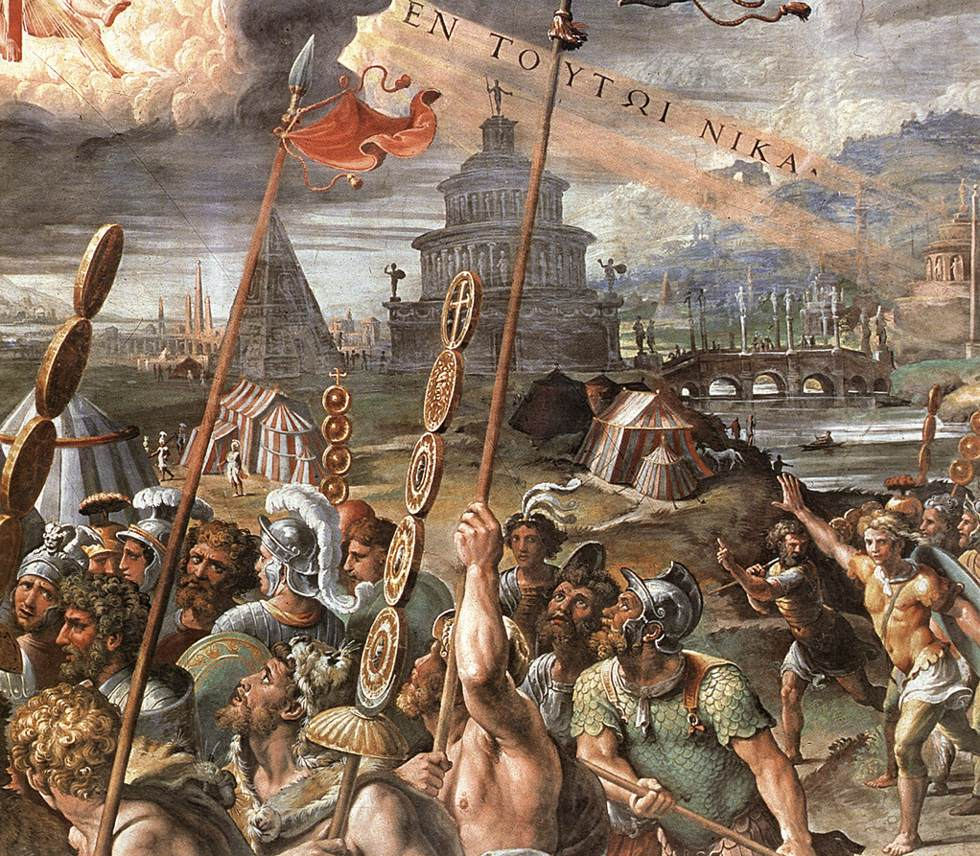
Detaliu din tabloul Visione della croce cu expresia greacă "ἐν τούτῳ νίκα"
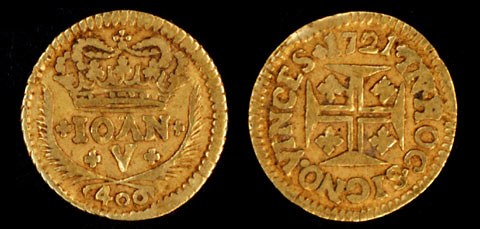
Exemplu de utilizare a expresiei In hoc signo vinces (vechi monede portugheze din anul 1721)
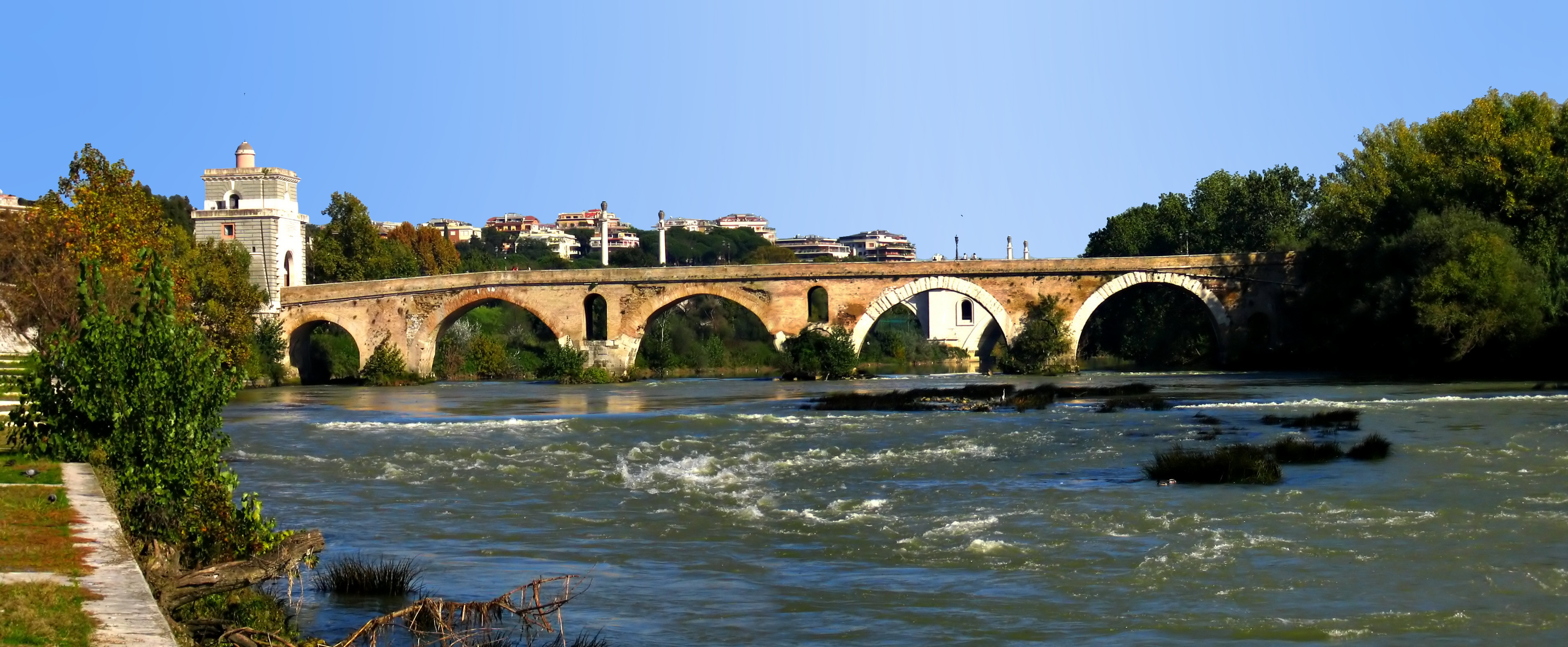
Podul Milvius (Ponte Milvio) din Roma